# Ciência sem Fronteiras
Ciência sem Fronteiras foi um programa de pesquisa criado em 26 de julho de 2011 pelo governo Dilma Rousseff para incentivar a formação acadêmica no exterior, oferecendo bolsas de iniciação científica e incentivando projetos científicos em universidades de excelência em outros países.
A meta é que sejam distribuídas pelo programa 101.000 bolsas de estudo até 2015.
O programa acabou no ano de 2017, após decisões tomadas na vigência do governo do presidente interino Michel Temer para a graduação, mas permanece com 5 mil bolsas na pós graduação.

## Objetivos
O programa tem como objetivos: investimento na formação de pessoal qualificado nas competências e habilidades necessárias para o avanço da ciência na sociedade do conhecimento; aumento da presença de pesquisadores (e estudantes) de vários níveis em instituições de destaque no exterior; promover a inserção das instituições brasileiras internacionalmente com abertura de oportunidades semelhantes para cientistas e estudantes estrangeiros; ampliar o espírito inovador de pessoal das indústrias tecnológicas; atrair talentos científicos e investigadores altamente qualificados para trabalhar no Brasil. 

## Modalidades e metas
| Modalidade                                         | Nº de Bolsas |
| Doutorado                                          | 15.000       |
| Doutorado pleno                                    | 4.500        |
| Pós-doutorado                                      | 6.440        |
| Graduação                                          | 64.000       |
| Desenvolvimento Tecnológico e Inovação no Exterior | 7.060        |
| Atração de Jovens Talentos (no Brasil)             | 2.000        |
| Pesquisador Visitante Especial (no Brasil)         | 2.000        |
| Total                                              | 101.000      |

## Áreas prioritárias
As áreas contempladas são:
- Engenharias e demais áreas tecnológicas;
- Ciências Exatas e da Terra;
- Biologia, Ciências Biomédicas e da Saúde;
- Computação e Tecnologias da Informação;
- Tecnologia Aeroespacial;
- Fármacos;
- Produção Agrícola Sustentável;
- Petróleo, Gás e Carvão Mineral;
- Energias Renováveis;
- Tecnologia Mineral;
- Biotecnologia;
- Nanotecnologia e Novos Materiais;
- Tecnologias de Prevenção e Mitigação de Desastres Naturais;
- Biodiversidade e Bioprospecção;
- Ciências do Mar;
- Indústria Criativa (voltada a produtos e processos para desenvolvimento tecnológico e inovação);
- Novas Tecnologias de Engenharia Construtiva;
- Formação de Tecnólogos.

## Cotas
Com a decisão do Supremo Tribunal Federal de que as cotas raciais para ingresso no ensino superior são constitucionais, a ONG Educafro decidiu reforçar a cobrança por cotas no programa Ciência sem Fronteiras. A Educafro propôs que 35% das bolsas sejam concedidas para negros, índios e brancos pobres.

## Críticas e controvérsias
Em 11 de maio de 2015, uma reportagem veiculada no Bom Dia Brasil afirmava que o dinheiro do Ciência sem Fronteiras não havia sido repassado pelo governo, fazendo com que diversos estudantes tivessem de retornar dos Estados Unidos, país para onde viajaram. Contudo, uma estudante de medicina afirmou em seu Facebook que sua experiência com o programa "não poderia ter sido melhor" e que retornou ao Brasil porque as aulas de sua universidade estavam para começar. Muitos estudantes do Ciência Sem Fronteiras reclamaram que receberam incentivos do governo para estudar no exterior, porém o Brasil não teve condições de os ter de volta.